# Вілсонвілл (Орегон)
Вілсонвілл (англ. Wilsonville) — місто (англ. city) в США, в округах Клакамас і Вашингтон штату Орегон. Населення — 26 664 особи (2020).

## Географія
Вілсонвілл розташований за координатами 45°18′41″ пн. ш. 122°46′15″ зх. д. / 45.31139° пн. ш. 122.77083° зх. д. (45.311262, -122.770920).  За даними Бюро перепису населення США в 2010 році місто мало площу 19,20 км², з яких 18,66 км² — суходіл та 0,54 км² — водойми.

### Клімат
| Клімат : Вілсонвілл          | Клімат : Вілсонвілл | Клімат : Вілсонвілл | Клімат : Вілсонвілл | Клімат : Вілсонвілл | Клімат : Вілсонвілл | Клімат : Вілсонвілл | Клімат : Вілсонвілл | Клімат : Вілсонвілл | Клімат : Вілсонвілл | Клімат : Вілсонвілл | Клімат : Вілсонвілл | Клімат : Вілсонвілл | Клімат : Вілсонвілл |
| Показник                     | Січ.                | Лют.                | Бер.                | Квіт.               | Трав.               | Черв.               | Лип.                | Серп.               | Вер.                | Жовт.               | Лист.               | Груд.               | Рік                 |
| Абсолютний максимум, °C      | 18,3                | 22,2                | 25,6                | 30,6                | 38,3                | 40,0                | 40,0                | 40,6                | 40,6                | 35,0                | 22,2                | 19,4                | 40,6                |
| Середній максимум, °C        | 8,9                 | 11,1                | 13,9                | 16,1                | 20,0                | 23,3                | 27,2                | 27,8                | 24,4                | 17,8                | 11,7                | 7,8                 | 17,5                |
| Середній мінімум, °C         | 2,2                 | 2,2                 | 3,9                 | 5,6                 | 8,3                 | 11,1                | 12,8                | 12,8                | 10,6                | 6,7                 | 4,4                 | 1,1                 | 6,8                 |
| Абсолютний мінімум, °C       | −13,3               | −13,3               | −6,7                | −7,2                | −1,7                | 1,1                 | 5,0                 | 2,8                 | −1,1                | −3,9                | −10                 | −26,1               | −26,1               |
| Норма опадів, мм             | 157                 | 120                 | 116                 | 82                  | 64                  | 47                  | 15                  | 16                  | 39                  | 91                  | 167                 | 168                 | 1083                |
| ---------------------------- | ------------------- | ------------------- | ------------------- | ------------------- | ------------------- | ------------------- | ------------------- | ------------------- | ------------------- | ------------------- | ------------------- | ------------------- | ------------------- |
| Джерело: The Weather Channel |                     |                     |                     |                     |                     |                     |                     |                     |                     |                     |                     |                     |                     |

## Демографія
Згідно з переписом 2010 року, у місті мешкало 19 509 осіб у 7859 домогосподарствах у складі 4658 родин. Густота населення становила 1016 осіб/км².  Було 8487 помешкань (442/км²).
Расовий склад населення:
| - 85,3 % — білих - 3,8 % — азіатів - 1,5 % — чорних або афроамериканців - 1,0 % — корінних американців - 0,4 % — вихідців з тихоокеанських островів - 4,8 % — осіб інших рас |

До двох чи більше рас належало 3,2 %. Частка іспаномовних становила 12,1 % від усіх жителів.
За віковим діапазоном населення розподілялося таким чином: 22,0 % — особи молодші 18 років, 64,7 % — особи у віці 18—64 років, 13,3 % — особи у віці 65 років та старші. Медіана віку мешканця становила 36,2 року. На 100 осіб жіночої статі у місті припадало 87,1 чоловіків;  на 100 жінок у віці від 18 років та старших — 82,8 чоловіків також старших 18 років.
Середній дохід на одне домашнє господарство  становив 83 049 доларів США (медіана — 60 672), а середній дохід на одну сім'ю — 94 636 доларів (медіана — 76 802). Медіана доходів становила 53 943 долари для чоловіків та 45 345 доларів для жінок. За межею бідності перебувало 10,0 % осіб, у тому числі 12,0 % дітей у віці до 18 років та 7,6 % осіб у віці 65 років та старших.
Цивільне працевлаштоване населення становило 10 029 осіб. Основні галузі зайнятості: освіта, охорона здоров'я та соціальна допомога — 18,4 %, науковці, спеціалісти, менеджери — 16,2 %, роздрібна торгівля — 14,0 %, виробництво — 12,5 %.